# Lycianthes bimensis
Lycianthes bimensis là loài thực vật có hoa trong họ Cà. Loài này được (Miq.) Bitter mô tả khoa học đầu tiên năm 1919.